# Чистые Пруды (Калининградская область)
Чи́стые Пруды́ , до 1938 года Толльмингкемен (нем. Tollmingkehmen), с 1938 года по 1946 год Толльминген (нем. Tollmingen) — посёлок в Нестеровском районе Калининградской области. Население — 562 чел. (2010).

## География
Расположен в 15 км от российско-литовской границы и северо-восточнее Роминтенской пущи. Через посёлок протекает река Русская.

## История
Впервые упоминается в XIV веке. В 1589 году становится центром церковного прихода.
В 1938 год у власти гитлеровской Германии изменили наименование населённого пункта с Толльмингкемен на более германизированное Толльминген в рамках кампании по ликвидации в Восточной Пруссии топонимики литовского происхождения.
До 1945 года был узловой станцией на железнодорожных линиях Гумбинен (ныне Гусев) — Гольдап и Ангербург (ныне Венгожево) — Шталлупен (ныне Нестеров).

## Интересные факты
В XVIII веке здесь проживал Кристионас Донелайтис — литовский поэт, зачинатель литовской художественной литературы. В течение 37 лет он был лютеранским пастором в приходе, построил новое здание кирхи. Ныне оно реконструировано, а 11 октября 1979 года под сводами кирхи был открыт музей Кристионаса Донелайтиса.
В 1998 году Каунасским реставрационным управлением был отреставрирован пасторский дом, вошедший в мемориальный комплекс музея.

## Население
| 1910 | 1933 | 1939 | 2002 | 2010 |
| ---- | ---- | ---- | ---- | ---- |
| 88   | ↗437 | ↘395 | ↗543 | ↗562 |

## Достопримечательности
- В посёлке Чистые Пруды действует музей Донелайтиса (филиал Калининградского областного историко-художественного музея).
- В посёлке сохранилось здание железнодорожного вокзала.

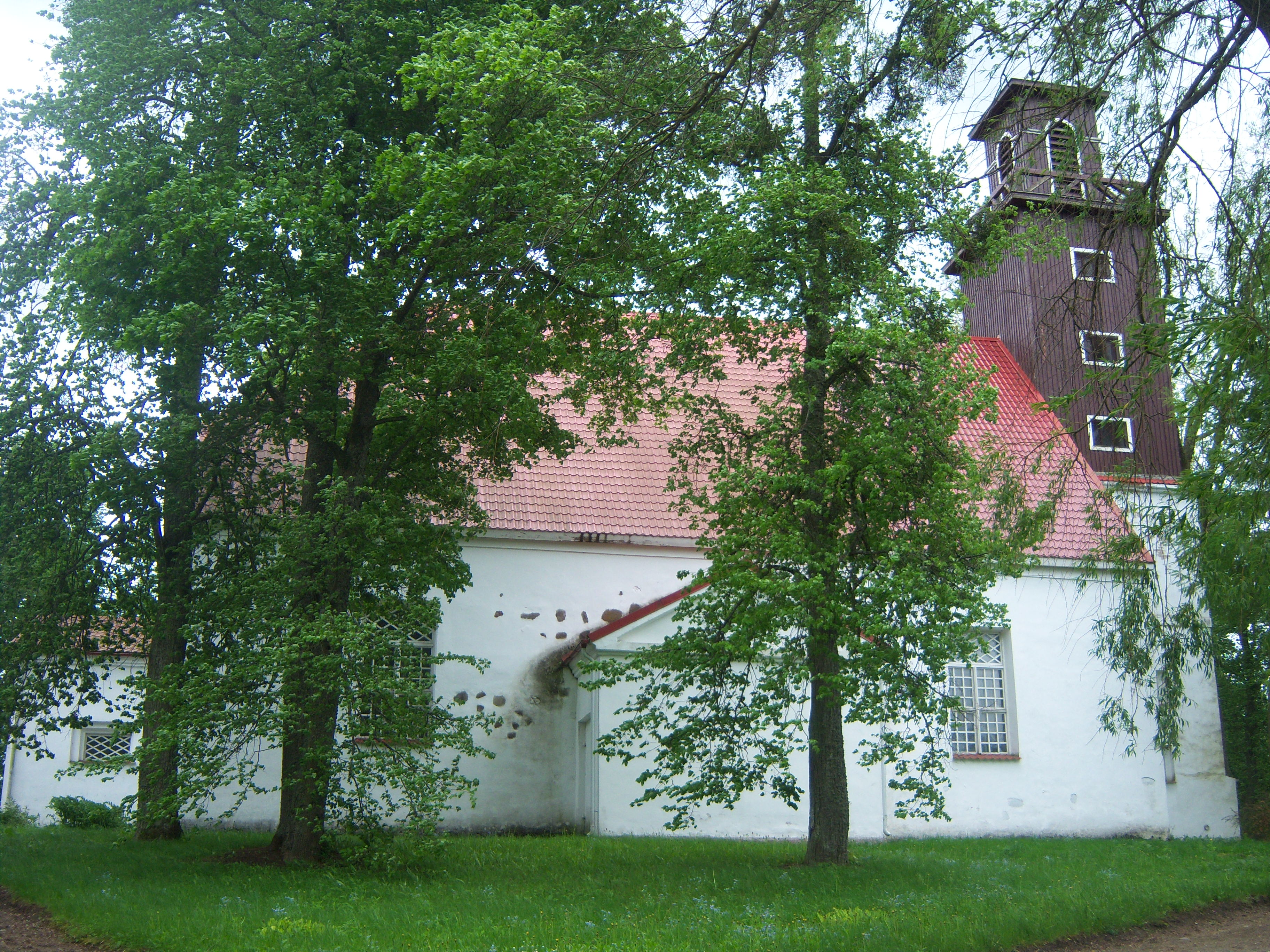
Кирха (ныне музей К.Донелайтиса)
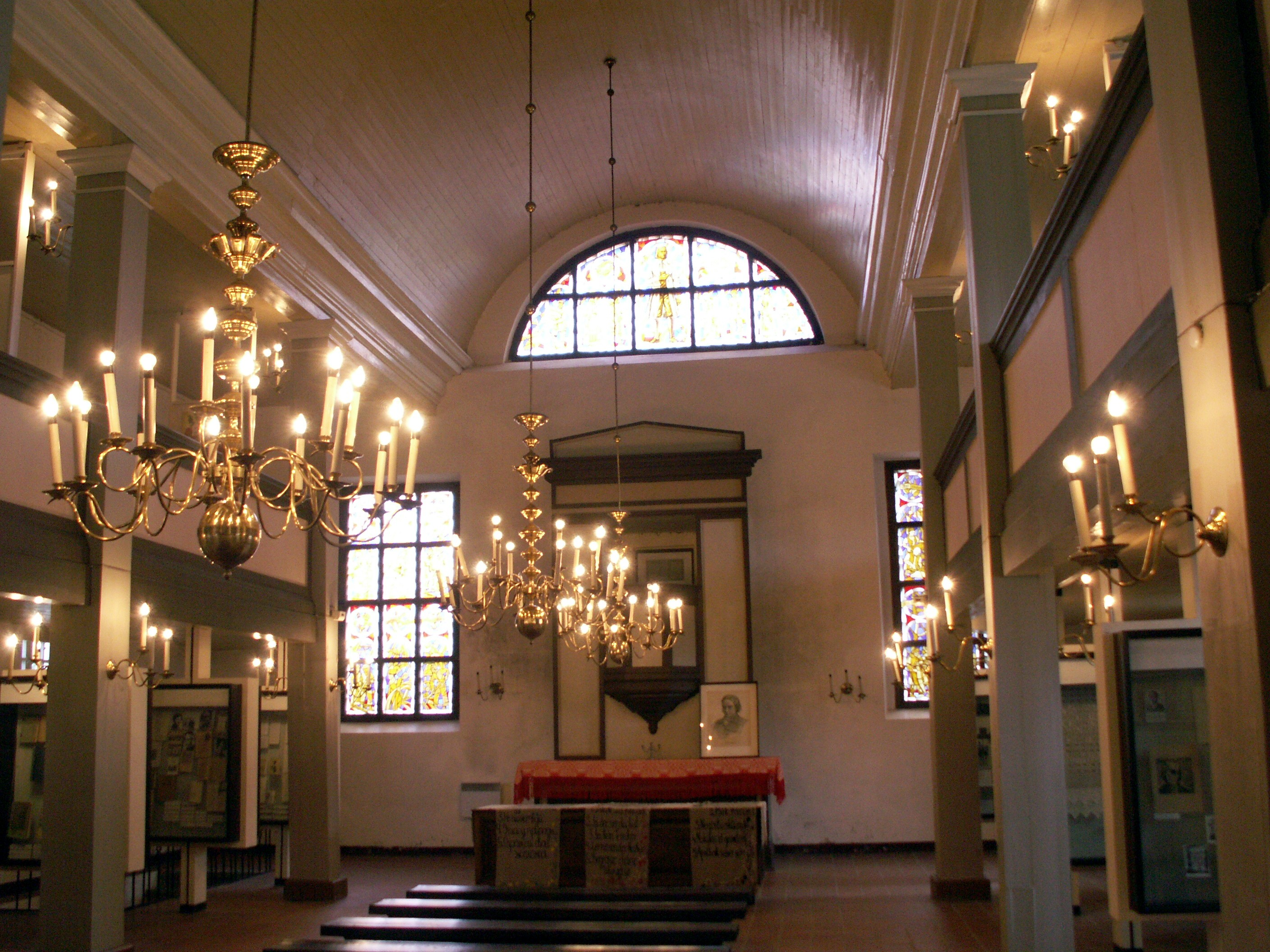
Иньерьер кирхи
Бюст К. Донелайтиса
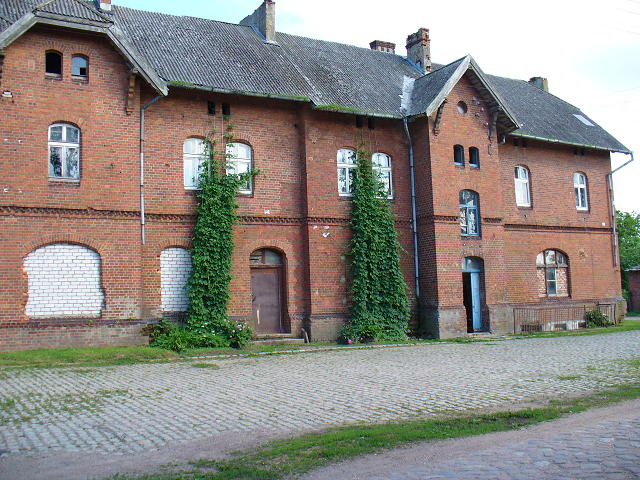
Здание бывшего железнодорожного вокзала

## Известные уроженцы
- Кристионас Донелайтис.